# Bünyamin Simsek
Bünyamin Simsek (født 25. december 1970, Tyrkiet) er en dansk politiker. Siden 2001 har han været byrådsmedlem i Aarhus Kommune, og han har været rådmand i  kommunen i flere perioder. Han repræsenterede Venstre i byrådet indtil november 2024 hvor han blev ekskluderet af partiet.
Simsek er født i Tyrkiet og kom til Danmark som 2-årig. Han er opvokset i Gellerupparken i det vestlige Århus. Simsek er bygningskonstruktør af uddannelse, men har haft ansættelse som kabinechef i Sterling Airlines i 9 år og været kontorchef for Jobcenter Århus Centrum i 9 år.
Simsek var gift med folketingsmedlem Fatma Øktem fra 2006 til 2015. Han har en søn fra et tidligere forhold.

## Politisk karriere
Simsek var mellem 2000 og 2002 formand for Aarhus Kommunes første Integrationsråd, og han har været medlem af byrådet i Århus siden 2001. Mellem 2011 og 2014 var han medlem af Det Regionale Beskæftigelsesråd. Han overtog rådmandsposten for Teknik og Miljø i 2012 efter Laura Hay, posten blev givet videre i 2013. Siden 2014 medlem af Kommunernes Landsforening arbejdsmarkeds- og erhvervsudvalg.
Simsek gjorde sig i 2013 bemærket ved at politianmelde en uanmeldt teltlejr for hjemløse ved Godsbanen. En udmelding han efterfølgende har fået politisk kritik for.
Simseks holdning til det armenske folkemord blev genstand for debat under valgkampen ved kommunalvalget 2013. Her blev han i debatindlæg i to aviser beskyldt for at være folkemordsbenægter, fordi han tilbage i 2006 i Jyllands-Posten havde omtalt det armenske folkemord som ”det påståede folkemord”. Simsek svarede med et læserbrev i Aarhus Stiftstidende, hvor han skrev: ”Jeg er personligt ikke i tvivl om, at der fandt grusomme ting sted, og at begivenhederne i 1915-17 kan karakteriseres som et folkemord”. Samtidig understregede han, at det var historikere, der bør afgøre den slags spørgsmål, og ikke politikere. Matthias Bjørnlund, historiker og forfatter til "Det armenske folkedrab: Fra begyndelsen til enden" udtalte efterfølgende til Kristeligt Dagblad, at det ikke var det klare svar, man kunne ønske sig. "Han siger på sin vis, at det er et folkedrab, men efterlader også et smuthul. Jeg synes, det er fjollet", sagde Matthias Bjørnlund med henvisning til formuleringen, at begivenhederne kan karakteriseres som et folkemord og dermed ikke nødvendigvis er folkemord. Historiker og lektor Karsten Fledelius fra Københavns Universitet, som forsker i Tyrkiet, mente omvendt, at Simsek med udtalelsen gik meget langt i retning af en anerkendelse af folkedrabet, og at det var vigtigt, at en tyrkiskfødt politiker uden omsvøb vedkendte, at der skete ganske forfærdelige og uantagelige ting fra 1915 til 1917. Ph.d., historiker og seniorforsker Cecilie Felicia Stokholm Banke fra Dansk Institut for Internationale Studier nævnte, at Simseks udsagn vedrørende hvem der definerer om noget er et folkmord, stemte overens med den officielle danske holdning gennem mange år, og mindede om, at daværende udenrigsminister Per Stig Møller i 2008 sagde, at historikerne og ikke regeringen måtte tage stilling til, om armenierne blev udsat for et folkedrab.